# Mastrodattia
Der Mastrodatti (aus dem Latein Magister actorum) war ursprünglich in der Bürokratie des Königreichs Neapel ein Beamter, der für die Erstellung und Aufbewahrung öffentlicher und privater Dokumente zuständig war.
Er war an jedem lokalen Gericht und in jeder Università gegenwärtig. Er übernahm später auch richterliche Funktionen um die Klagen vorab zu untersuchen und die für die Entscheidung des Richters oder des Balivo erforderlichen Informationen zu sammeln.
Das Amt des Mastrodattia wurde in der Regel von einem Notar, aber vor allem in den kleineren Gemeinden auch von „Friseuren, Schneidern, Schuhmachern“ ausgeübt. Das Amt wurde im Wege der öffentlichen Versteigerung an Privatpersonen vergeben, die maximal vier Jahre im Amt blieben, aber nicht in der Università ansässig sein mussten.